# Quy Nhơn
Qui Nhon is een stad in Vietnam en is de hoofdplaats van de provincie Binh Dinh. Qui Nhon telt naar schatting 260.000 inwoners. Quy Nhơn is een kustplaats en ligt aan de Quy Nhơnbaai en de Thi Nai-lagune.
De haven van Quy Nhơn is een natuurlijke ankerplaats. Vanf 1874 werd de haven door het Franse bestuur gebruikt als handelshaven. In 1965 breidden de Amerikanen de havencapaciteit uit om materiaal aan te voeren tijdens de Vietnamoorlog. In 1977 werd de haven uitgebaggerd om schepen van 10.000 ton te kunnen ontvangen.
Naast de haven heeft de stad visserij en zoutwinning als belangrijke economische activiteiten. Er zijn verschillende ziekenhuis en instellingen voor hoger onderwijs.
De stad ligt aan een aftakking van de snelweg van noord naar zuid en heeft een treinstation op de lijn Huế - Ho Chi Minhstad.
Sinds 1960 is de stad de zetel van het rooms-katholieke bisdom Quy Nhơn.

## Geboren in Quy Nhơn
- Xavier Le Pichon (1937-2025), Frans geofysicus